# Egge kommun
Egge kommun (norska: Egge kommune) var en kommun i Nord-Trøndelag fylke i Norge. Kommunen omfattade den mellersta delen av nuvarande Steinkjers kommun (ett område norr om staden Steinkjer). Byn Egge utgjorde kommunens centralort.

## Administrativ historik
Egge kommun upprättades den 1 januari 1869 genom utbrytning ur Stods kommun. Kommunen hade 941 invånare vid upprättandet.
1948 överfördes ett bebott område (med 70 invånare) från Egge kommun till Steinkjers kommun.
Den 1 januari 1964 gick Egge kommun, tillsammans med kommunerna Beitstad, Kvam, Ogndal, Sparbu och Stod, upp i Steinkjers kommun. Kommunens hade då 3 476 invånare.